# 富士吉田郵便局
富士吉田郵便局（ふじよしだゆうびんきょく）は、山梨県富士吉田市にある郵便局。民営化前の分類では集配普通郵便局であった。

## 概要
住所：〒403-8799 山梨県富士吉田市中曽根3-1-1

### 分室
分室はなし。かつて存在した分室は以下のとおり。
- 保険分室 - 1950年（昭和25年）に廃止。

## 沿革
- 1874年（明治7年）7月1日 - 上吉田郵便取扱所として開設[1]。
- 1875年（明治8年）1月1日 - 上吉田郵便局（五等）となる。同年5月、福地（ふくち）郵便局に改称。
- 1883年（明治16年）6月1日 - 為替・貯金取扱を開始。
- 1888年（明治21年）12月12日 - 吉田郵便局に改称。
- 1897年（明治30年）3月6日 - 吉田郵便電信局となる。
- 1903年（明治36年）4月1日 - 通信官署官制の施行に伴い吉田郵便局となる。
- 1950年（昭和25年）4月30日 - 保険分室を廃止[2]。
- 1956年（昭和31年）11月1日 - 電話通話および和文電報受付事務の取扱を開始。
- 1965年（昭和40年）10月1日 - 富士吉田郵便局に改称。
- 1966年（昭和41年）8月1日 - 小沼郵便局から集配業務を移管。
- 1978年（昭和53年）8月21日 - 富士吉田市下吉田から同市上吉田に移転。
- 1991年（平成3年）10月1日 - 外国通貨の両替および旅行小切手の売買に関する業務取扱を開始。
- 2007年（平成19年）10月1日 - 民営化に伴い、併設された郵便事業富士吉田支店に一部業務を移管。
- 2009年（平成21年）11月24日 - 住居表示実施に伴い、上吉田3726-3から現在の住所に変更[3]。
- 2012年（平成24年）10月1日 - 日本郵便株式会社発足に伴い、郵便事業富士吉田支店を富士吉田郵便局に統合。

## 取扱内容
- 郵便、印紙、ゆうパック、内容証明
- 貯金、為替、振替、振込、国際送金、外貨両替・トラベラーズチェック、国債、投資信託
- 生命保険、バイク自賠責保険、自動車保険、変額年金保険、がん保険、引受条件緩和型医療保険
- ゆうちょ銀行ATM
- 「403-00xx」区域（富士吉田市の全域、南都留郡西桂町の全域）の集配業務
- ゆうゆう窓口

## 周辺
- 富士吉田市役所
- 山梨県立吉田高等学校
- 富士吉田市立吉田中学校
- 国道139号
- 間堀川

## アクセス
- 富士山麓電気鉄道富士急行線 富士山駅から東へ1km（徒歩約15分）
- 富士急バス 吉田郵便局前停留所、もしくは富士吉田市コミュニティバス（タウンスニーカー） お茶屋町停留所下車
- 中央自動車道（富士吉田線） 河口湖ICもしくは東富士五湖道路 富士吉田ICから東へ約3.5km
- 昭和通り沿い
- 駐車場あり：17台